# With Me (песня Sum 41)
«With Me» (рус. Со мной) — третий сингл с альбома «Underclass Hero» канадской панк-рок-группы Sum 41. Первый раз группа спела рок-балладу в живую 26 января 2008 на Daytona International Speedway в Дейтоне-Бич, Флорида. 4 февраля Sum 41 объявили что сняли клип на эту песню. Сам сингл доступен только в цифровом виде.
Так же песня прозвучала в 7 серии 1 сезона сериала «Сплетница».

## Чарты
| Чарт (2008)                         | Позиция в чарте |
| ----------------------------------- | --------------- |
| Канада (Billboard Canadian Hot 100) | 37              |